# Sleep Token
Gli Sleep Token sono un gruppo musicale alternative metal britannico attivo dalla seconda metà degli anni 2010.

## Storia del gruppo

### Primi anni (2016-2018)
L'esordio del gruppo avviene nel 2016 attraverso la pubblicazione dell'EP autoprodotto One, composto da tre brani. L'anno seguente avviene la firma con la Basick Records, con la quale viene distribuito il secondo EP, intitolato Two.
Durante il 2018 l'attività del gruppo si è limitata alla pubblicazione di tre singoli stand-alone: Jaws e la cover di Hey Ya! degli OutKast e The Way That You Were.

### Sundowning(2019-2020)
Nel 2019 gli Sleep Token hanno firmato un contratto con la Spinefarm Records e hanno annunciato nello stesso periodo l'album di debutto Sundowning. Uscito il 21 novembre dello stesso anno, la sua uscita è stata anticipata dalla distribuzione a cadenza bisettimanale dei relativi brani che ne compongono la lista tracce a partire dal 20 giugno 2019. Al fine di promuovere l'album, nell'autunno 2019 il gruppo ha intrapreso una tournée negli Stati Uniti d'America in qualità di artisti d'apertura agli Issues insieme ai Polyphia e Lil Aaron. Nell'estate 2020 avrebbero dovuto esibirsi al Knotfest, cancellato a causa della pandemia di COVID-19.
Il 20 giugno 2020 è stata distribuita un'edizione deluxe di Sundowning contenente quattro bonus track, tra cui le reinterpretazioni di When the Party's Over di Billie Eilish e I Wanna Dance with Somebody (Who Loves Me) di Whitney Houston.

### This Place Will Become Your Tomb(2021-2022)
Il 18 giugno 2021 gli Sleep Token sono ritornati sulle scene musicali esibendosi al Download Pilot come headliner del secondo palco nella giornata inaugurale. Nello stesso periodo è stato presentato il singolo Alkaline, volto ad anticipare il secondo album in studio.
Il 24 settembre dello stesso anno è uscito This Place Will Become Your Tomb, che ha debuttato al 39º posto della Official Albums Chart e votato come dodicesimo miglior album rock e metal dell'anno secondo la rivista Loudwire.

### Take Me Back to Eden(2023-2024)
Durante il mese di gennaio 2023 il gruppo ha pubblicato quattro singoli volti ad anticipare il terzo album in studio. I primi ad uscire sono stati Chokehold e The Summoning (5 e 6 gennaio), il secondo dei quali in grado di ottenere un enorme successo in rete, superando i sette milioni di riproduzioni streaming su Spotify in poco meno di un mese dalla sua uscita; gli altri due, Granite e Aqua regia, sono stati diffusi digitalmente tra il 19 e il 20 gennaio. Intorno allo stesso mese hanno intrapreso una breve tournée in Germania in qualità di artisti d'apertura agli Architects, spostandosi nel Regno Unito per alcune date da headliner.
Il 16 febbraio seguente, a seguito della pubblicazione del quinto singolo Vore, il gruppo ha annunciato il titolo dell'album, Take Me Back to Eden, con data di uscita fissata al 19 maggio dello stesso anno.

### Even in Arcadia(2025-presente)
Nel 2025 gli Sleep Token sono tornati sulle scene musicali con il quarto album Even in Arcadia, anticipato dai singoli Emergence, Caramel e Damocles.
Il disco ha ottenuto un successo ancor più crescente del precedessore, debuttando in vetta alla Official Charts Company britannica e alla Billboard 200 statunitense.

## Immagine e stile musicale

Vessel sul palco

Il gruppo è formato da due componenti, chiamati Vessel e II, che durante i concerti vengono accompagnati da un bassista, un chitarrista e tre coriste; in passato vi era anche una tastierista. Sia il nucleo ufficiale che quello dal vivo ha la particolarità di esibirsi mascherati al fine di proteggere il loro anonimato, nonostante i loro nomi reali siano ormai di dominio pubblico.
Dal punto di vista musicale, le loro pubblicazioni presentano una fusione di sonorità prevalentemente tratte dall'heavy metal, passando tra post-rock, ambient ed elettroniche, con sezioni pesanti riconducibili al post-metal, al progressive metal e al djent. Lo stile vocale di Vessel è stato definito di stampo indie pop, soul e contemporary R&B, venendo paragonato ad artisti come Sam Smith, Hozier e Dan Smith.
Tra le influenze della band vengono citati Deftones, Meshuggah, Explosions in the Sky, Bon Iver e Ólafur Arnalds.

## Formazione
Attuale
- Vessel – voce, chitarra, basso, pianoforte, tastiera, programmazione
- II – batteria

Turnisti
- III – basso
- IV – chitarra
- Mathilda Riley – cori
- Paige Lucy – cori
- Lynsey Ward – cori

## Discografia

### Album in studio
- 2019 – Sundowning
- 2021 – This Place Will Become Your Tomb
- 2023 – Take Me Back to Eden
- 2025 – Even in Arcadia

### EP
- 2016 – One
- 2017 – Two

### Singoli
Come artisti principali
- 2016 – Thread the Needle
- 2017 – Calcutta
- 2017 – Nazareth
- 2018 – Jaws
- 2018 – Hey Ya
- 2018 – The Way That You Were
- 2021 – Alkaline
- 2021 – The Love You Want
- 2021 – Fall for Me
- 2023 – Chokehold
- 2023 – The Summoning
- 2023 – Granite
- 2023 – Aqua regia
- 2023 – Vore
- 2023 – DYWTYLM
- 2025 – Emergence
- 2025 – Caramel
- 2025 – Damocles

Come artisti ospiti
- 2022 – Is It Really You? (Loathe feat. Sleep Token)